# Fernando Campos
Fernando Campos Quiroz (15 d'octubre de 1923 - 14 de setembre de 2004) fou un futbolista xilè.

## Selecció de Xile
Va formar part de l'equip xilè a la Copa del Món de 1950.